# Science China Life Sciences
Science China Life Sciences is een Chinees, aan collegiale toetsing onderworpen wetenschappelijk tijdschrift op het gebied van de biologie.
Het wordt uitgegeven door Science China Press. De online uitgave wordt verzorgd door Springer Science+Business Media.